# ラジャ・コドゥリ
ラジャ・M・コドゥリ（Raja M. Koduri）は、コンピューターエンジニアであり、コンピューターグラフィックスハードウェアメーカーのエグゼクティブ（上級責任者）である。現在は、インテルのディスクリートグラフィックス部門のチーフアーキテクト兼上級副社長を務め、以前までは、インテルの競合メーカーであるAMDのグラフィック部門であるRadeon テクノロジーズ・グループのシニアプレジデントおよびチーフアーキテクトを務めていた。

## 経歴
1996年、S3グラフィックスに入社。2001年にはATIテクノロジーズの先進技術開発ディレクターになる。AMDが2006年にATIを買収後、2009年までAMDからAppleに出向、そこでグラフィックハードウェアを使用して、AppleがMac PC用の高解像度Retinaディスプレイ移行の手助けをした。2013年に、GPUのハードウェアのみに関わっていた2009年以前のAMDでの役割とは異なり、GPUのハードウェアとソフトウェアの両方を含むビジュアル・コンピューティング部門の副社長としてAMDに戻った。AMDは2015年にグラフィック部門を再編成し、新たに設立されたRadeon テクノロジーズ・グループの上級副社長兼チーフアーキテクトに任命し、コドゥリをエグゼクティブレベルにまで昇格させた。この役職に就任したことで、コドゥリはAMD CEOのリサ・スーに直接報告できる立場になった。
コドゥリは2017年9月、家族との時間を過ごすために3か月間の休暇を取り、11月7日にAMDを辞した。2日後、AMDのライバルであるインテルに入社。新しく設立されたインテル・コア・アンド・ビジュアル・コンピューティング・グループの上級副社長に就任した。
2018年6月にコドゥリは、インテルが2020年に最初のGPUの発売を予定しており、インテルがこれからディスクリートGPUでAMDおよびNVIDIAと競合する計画であると発表した。2019年3月、バロンズのインタビューでは、AMDを退職した主な理由や彼がAMDやAppleでエンジニアを務めたジム・ケラーをインテルに引き込んだ方法を説明し、インテルのビジュアルコンピューティンググループには4500人の人員がいることなどを説明した。
また、コドゥリはピクサー・アニメーション・スタジオとも比較される、インドの映像制作会社であるマクタVFXに投資しており、同社のアドバイザーも務めている。

## 最終学歴
インド工科大学カラグプル校で技術修士号を取得している。